# Гутівська сільська рада
| Гутівська сільська рада — колишній орган місцевого самоврядування у Берегівському районі Закарпатської області з адміністративним центром у с. Гут. Сільській раді були підпорядковані населені пункти: - с. Гут |

## Склад ради
Рада складалася з 18 депутатів та голови.

## Керівний склад сільської ради
| ПІБ                       | Основні відомості                                                               | Дата обрання | Дата звільнення |
| ------------------------- | ------------------------------------------------------------------------------- | ------------ | --------------- |
| Чулак Ернев Олександрович | Сільський голова, 1959 року народження, освіта, безпартійний                    | 26.03.2006   | 31.10.2010      |
| Копос Густав Густавович   | Сільський голова, 1963 року народження, освіта середня спеціальна, безпартійний | 31.10.2010   |                 |

Примітка: таблиця складена за даними джерела